# Zunftgesellschaft zum Affen

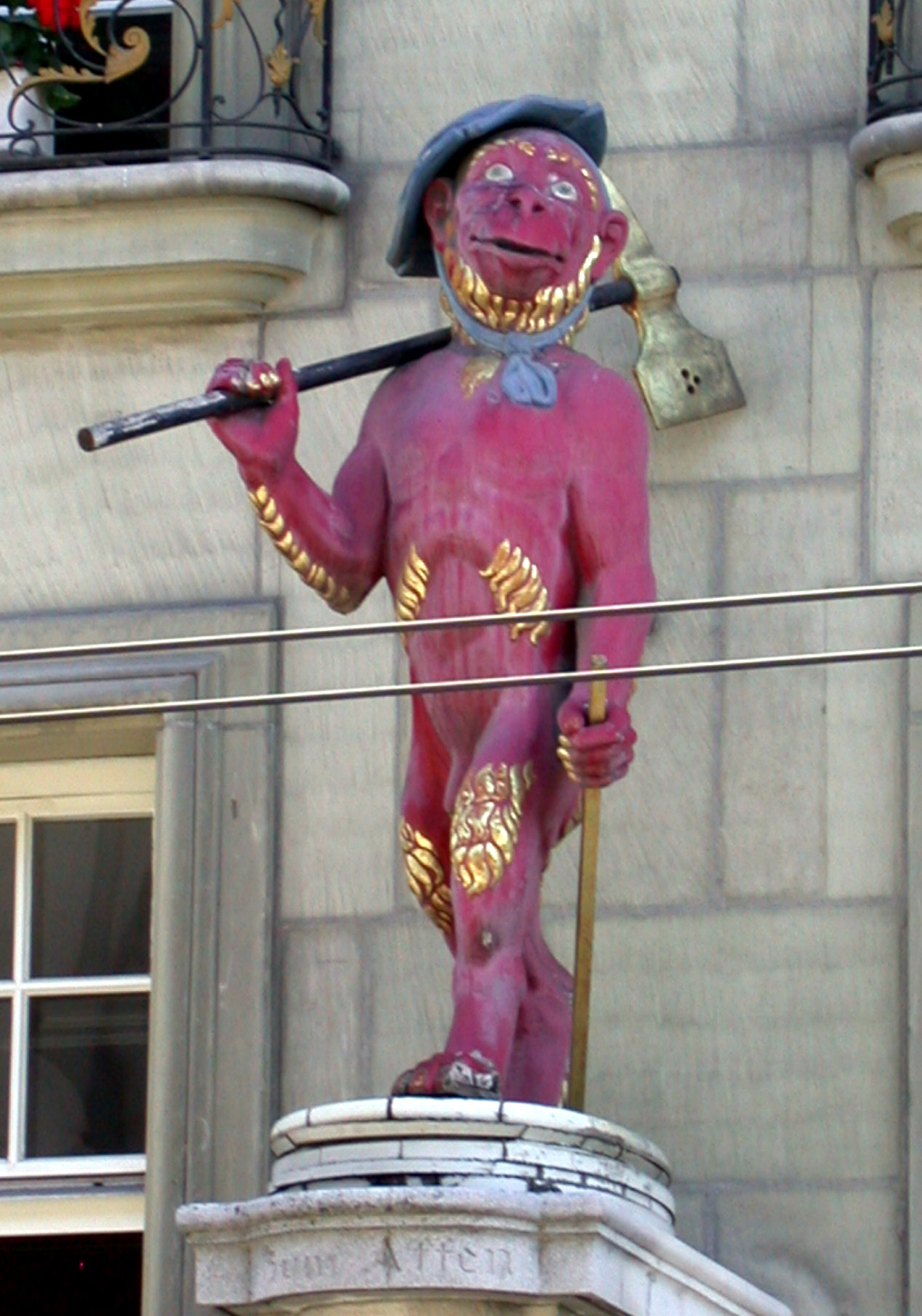
Hauszeichen an der Kramgasse 5

Die Zunftgesellschaft zum Affen ist eine der 13 alten Handwerker-Gesellschaften und Zünfte (Zunftgesellschaft der Steinmetze und Steinhauer) in der Stadt Bern und durch die Verfassung des Kantons Bern garantierte öffentlich-rechtliche Körperschaft. Sie ist eine burgerliche Korporation im Sinn der bernischen Gemeindegesetzgebung und untersteht der Aufsicht der kantonalen Behörden. Als Personengemeinde hat sie kein eigenes Territorium und kein Steuerprivileg. Sie umfasst alle Burgerinnen und Burger von Bern, die zusätzlich das Gesellschaftsrecht (genannt «Stubenrecht») zu Affen besitzen. Die Zunftgesellschaft zum Affen ist verantwortlich für sozialfürsorgerische Aufgaben gegenüber ihren im Kanton Bern lebenden Zunftmitglieder und ist gegenüber dem Kanton steuerpflichtig. Die dafür notwendigen finanziellen Mittel gewinnt die Zunft aus der Bewirtschaftung ihres Vermögens, welches vor allem aus Liegenschaften in der Stadt Bern besteht.
Das Zunfthaus befindet sich an der Kramgasse 5 in der Berner Altstadt und ist gut erkennbar am roten Affen an der Fassade.
Die Zunftgesellschaft zu Affen erscheint in den Quellen erstmals als Bruderschaft der Steinmetzen im Jahr 1321 und ist damit eine der ältesten Zunftgesellschaften der Stadt Bern und der Schweiz.

## Personen
Nicht abschliessende Liste mit Angehörigen der Gesellschaft zum Affen, über welche ein deutschsprachiger Wikipedia-Artikel existiert.
- Abraham Dünz (I.), Architekt
- Abraham Dünz (II.), Architekt, Mitglied des Grossen Rats, Stiftschaffner zu Zofingen
- Samuel Jenner, Architekt, Mitglied des Grossen Rats
- Albrecht Stürler, Architekt
- Niklaus Sprüngli, Architekt
- Carl Ahasver von Sinner, Architekt
- Ludwig Samuel Stürler, Architekt
- Arthur von Stürler, Kaufmann, Gutsbesitzer
- Hélène Adèle Cécile von Stürler (1873–1908), Feministin und Bohème
- Harold Frank Baumann, Naturwissenschaftler
- Erwin Friedrich Baumann, Architekt und Bildhauer
- Friedrich Baumann, Baumeister und Politiker
- Emil Dick, Ingenieur und Erfinder
- Friedrich Traffelet, Kunstmaler[3]
- Adrian Vatter (* 1965), Politikwissenschaftler, Hochschullehrer
- Ben Vatter, Musiker